# 에도모아젤
《에도모아젤》(江戸モアゼル, Edomoiselle)은 에도 키리에 (이전 필명은 키리에)의 만화이다. 2013년부터 “코믹 스피카”에서 연재되고 있던 중에 2015년에 무료 웹툰 사이트인 “덴시 버즈”(현재 코믹 부스트)로 이적해서 2018년까지 연재되었다.
에도 시대의 요시와라에서 헤이세이로 시간을 넘어서 온 여성이 헤이세이에 살고 있는 남자들의 고민에 대해서 등을 밀어주어 격려해주는 모습을 그리는 로맨틱 코미디이다.
2021년 1월부터 오카다 유이 주연으로 드라마화되었다.

## 등장 인물
센카 (仙夏) 
에도의 요시와라에 살고 있는 상급 유녀이다. 알 수 없는 곳으로부터 현대로 타임 슬립하였다.
히사노 (寿乃) 
요시와라에 살고 있는 유녀이다. 센카와 함께 타임 슬립한 현대에서는 메이드 카페에서 아르바이트를 하고 있다. 현대에는 날씬하고 친숙한 모습이다. 드라마판에서의 히사노(寿乃)라는 이름의 등장 인물은 레이와 시대에 살고 있는 에도 마니아로 등장하고 있다.
헤이키치 (平吉) 
센카 곁에서 시중을 드는 사람이다. 자신 때문에 센카와 히사노가 시간 이동을 해버린 것에 괴로워하고 있다.

## 잡지 정보
- 江戸キリエ. 《江戸モアゼル》 [에도모아젤]. 《バーズコミックス》 3권 (幻冬舎コミックス).
  1. 2013년 10월 24일 발매, ISBN 978-4-344-82944-2
  2. 2016년 4월 23일 발매, ISBN 978-4-344-83701-0
  3. 2018년 3월 24일 발매, ISBN 978-4-344-84190-1

## 드라마
《에도모아젤 ~레이와에 사랑, 하겠사와요.~》(江戸モアゼル〜令和で恋、いたしんす。〜 에도모아제루 ~레이와데코이, 이타신스.~[*])의 제목으로 2021년 1월 7일부터 요미우리 TV 제작 · 닛폰 TV의 심야 드라마 시간대인 목요 드라마 F에서 방영하고 있는 일본의 드라마이다. 주연은 오카다 유이이다.
2019년에 헤이세이에서 레이와로 연호가 바뀌면서 드라마에서는 본작의 설정을 살려둔 채로 시대적 배경이 레이와로 변경되어 있다.

### 등장 인물

#### 주요 인물
- 오카다 유이 : 센카(仙夏) 역 (아역 : 니시나 미레이) - 에도 시대의 상급 유녀
- 하야마 쇼노 : 쿠라지 슌스케(蔵地俊輔) 역 - 카페 점원, 쿠라지 히사노의 사촌이자 쿠라지 타케히코의 조카

#### 쿠라지 가의 인물들
- 타나카 나오키 : 쿠라지 타케히코(蔵地雄彦) 역 - 쿠라지 슌스케의 삼촌
- 야마구치 마유 : 쿠라지 히사노(蔵地寿乃) 역 - 쿠라지 타케히코의 딸이자 슌스케의 사촌

#### 웹 광고 회사 인물들
- 요시타니 아야코 : 카스가 이즈미(春日泉美) 역 - 웹 광고 회사 사원, 쿠라지 슌스케의 친구
- 마에다 고키 : 토리이 나오키(鳥居直樹) 역 - 웹 광고 회사 사장, 센카의 연인인 나오지로의 아들의 7대 후손

#### 카페 ‘쿠라’ 인물들
- 모리타 칸로 : 마츠노 류지(松野隆二) 역 - 카페 ‘쿠라’ 점원
- 후지에 모에 : 모리타니 카스미(森谷香澄) 역 - 카페 ‘쿠라’ 점원
- 나카모토 타이가 : 오코우치 타쿠마(大河内拓磨) 역 - 카페 ‘쿠라’ 점원

#### 그 외
- 이치노세 하야테 : 이와사 쵸베(岩佐長兵衛) 역 - 에도 시대의 무사

### 특별 출연
- 아키모토 사야카 : 모모야마 토모코(桃山智子) 역 - 카스가의 상사
- 홋타 아카네 : 아야코(綾子) 역 - 토리이와 밀회를 거듭하는 여성
- 나가이 미지카 : 미키 히메코(三木姫子) 역 - 동영상 크리에이터
- 레이와 로만 : 남자 1, 남자 2 역 - 상급 유녀가 있다는 것을 듣고 방문한 손님
- 사노 카즈마 : 미야타 타케루(宮田尊) 역
- 마사노 우사 : 마츠노 유리(松野百合) 역 - 마츠노 류지의 딸
- 에하라 마사히로 : 크리스 팬서(クリス・パンサー) 역 - 인기 프로듀서
- 테즈카 토오루 : 쿠라지 유키하루(蔵地幸春) 역 - 쿠라지 슌스케의 아빠, 부동산 회사 사장이자 카페 ‘쿠라’의 토지 주인

### 회차별 줄거리
| 번호 | 원어 한국어 제목                                                                                      | 방송 날짜 (닛폰 TV) | 공개 날짜 (도라마코리아) | VOD                      |
| --- | --- | ------------------- | ------------------------ | ------------------------ |
| 1 | "壱 花魁、働き方改革でありんす" "하나 상급 유녀, 업무 방식 개혁이와요"                                | 2021년 1월 7일      | 2021년 1월 14일          | 도라마코리아 (등록 필요) |
| 삼촌이 운영하고 있는 가게에서 아르바이트를 하고 있는 쿠라지는 집으로 돌아가던 길에 상급 유녀를 보게 된다. 환각을 본 것이라고 생각한 쿠라지는 집에 도착하니 돌아가는 길에서 봤던 상급 유녀인 센카가 있었다. 에도 마니아였던 히사노는 도서관에서 상급 와 관련된 자료를 가져오고 히사노는 센카에게 에도 시대에서 레이와 시대로 시간 이동을 해 온 것이라고 설명을 하는데... | |                     |                          |                          |
| 2 | "弐 花魁vsキャバ嬢 恋敵でありんす" "둘 상급 유녀 vs 카바레 클럽 아가씨 연적이와요"                    | 1월 14일            | 1월 21일                 | 도라마코리아 (등록 필요) |
| 센카는 카스가가 다니는 회사에서 토리이 사장을 보고 달려드는데, 토리이 사장이 나오지와 닮았기 때문이였다. 센카는 토리이를 돌아보게 하기 위한 방법을 찾던 중에 카스가에게서 회사에서 비서를 뽑는다는 정보를 듣고 오디션을 보게 되며, 토리이의 비서가 되는데... | |                     |                          |                          |
| 3 | "参 花魁、姫と大暴走! 炎上上等でありんす" "셋 상급 유녀, 공주와 대폭주! 악플 바라던 바이와요"         | 1월 21일            | 1월 28일                 | 도라마코리아 (등록 필요) |
| 토리이 사장은 센카가 아르바이트를 하고 있는 가게를 방문하여 센카에게 고백을 한다. 센카는 거절하지만, 토리이는 2주만이라도 시험 기간으로 사귀어보자고 한다. 그 후, 센카는 토리이로부터 연락을 할 수 있게 하기 위하여 스마트폰을 받게 되고 센카는 그 휴대전화를 통해서 SNS 등을 통해서 영상을 업로드한다. 그를 계기로 동영상 크리에이터 히메코가 나타나며 컬래버레이션을 제안하고 센카는 승낙한다. 컬래버레이션을 하다가 센카는 히메코에게 시간을 넘어왔다고 밝히고 히메코는 자신도 시간을 넘어왔다고 답을 하는데... | |                     |                          |                          |
| 4 | "肆 花魁、合コンに参戦! 愛の告白でありんす" "넷 상급 유녀, 미팅에 참전! 사랑의 고백이와요"            | 1월 28일            | 2월 4일                  | 도라마코리아 (등록 필요) |
| 센카는 히사노의 권유로 히사노와 매칭 앱을 시작한다. 히사노는 매칭 앱을 통해서 미야타라는 남성과 매칭이 된다. 미야타는 3대3 미팅을 권유하고 센카와 함께 3대3 미팅을 참석하는데 미야타 또한 히사노와 같은 에도 매니아라서 서로의 연락처를 주고받았다. 미야타와의 피크닉 후에 그에게 고백을 받은 히사노는 센카와 쿠라지와 같이 미야타의 선물을 사러 가는 중에 히사노가 유부남인 것을 목격하게 되는데... | |                     |                          |                          |
| 5 | "伍 花魁、アイドルになる!? 暴走する恋侍" "다섯 상급 유녀, 아이돌이 되다!? 폭주하는 사랑 무사"         | 2월 4일             | 2월 10일                 | 도라마코리아 (등록 필요) |
| 쿠라지의 삼촌이 운영하고 있는 가게 ‘쿠라’에 마츠노의 딸 유리가 찾아왔다. 유리는 오디션 프로그램에서 최종 심사만을 남겨둔 상태였는데 마츠노의 전처이자 유리의 엄마의 반대를 한다는 것을 이유로 집을 나오게 되었으며 이를 계기로 쿠라지의 집에서 지내게 된다. 오디션에 같이 갈 사람을 찾다가 센카가 함께 가기로 하였다. 오디션 장소에서 프로듀서인 크리스 팬서는 센카에 스카우트 제의를 하게 되는데... | |                     |                          |                          |
| 6 | "陸 花魁、江戸に帰る! 恋侍が燃やす炎" "여섯 상급 유녀, 에도로 돌아가다! 사랑 무사가 불태우는 불꽃"    | 2월 12일            | 2월 19일                 | 도라마코리아 (등록 필요) |
| 센카 뒤를 이어서 쵸베도 시간을 넘어서 에도에서 레이와로 타입 슬립을 하게 된다. 쵸베는 센카에게 에도로 돌아가자고 하고 카페 ‘쿠라’에서 에도로 가기 전에 송별회를 열게 된다. 그러나, 쵸베는 과거로 돌아가는 방법을 모르며 결국은 카페 ‘쿠라’에 계속 남게 된다. 센카는 곧 쿠라지의 생일이 다가온다는 말을 타케히코에게 듣고 선물을 살기 위해서 옷 가게에서 아르바이트를 하게 되고 쵸베 또한 센카를 위해서 아르바이트를 시작하게 되는데...                                                                             | |                     |                          |                          |
| 7 | "柒 花魁、まさかの結婚!? 緊急会見で喝!" "일곱 상급 유녀, 설마하던 결혼!? 긴급 회견에서 큰소리!"       | 2월 18일            | 2월 25일                 | 도라마코리아 (등록 필요) |
| 토리이는 센카에게 고백을 하고 센카를 승낙을 하게 된다. 어느 날, 토리이를 취재하기 위해서 한 기자가 온다. 센카는 토리이를 취재하러 온 기자에게 자신의 ‘남편’이라고 소개한다. 얼마 후 그 기자는 센카와 토리이가 같이 다니는 장면을 목격하게 되고 그 후에 술에 취한 카스미와 같이 호텔에 들어가는 쿠라지를 목격하게 되고 이를 결혼과 불륜이라는 기사로 내보내며 토리이는 곤란해지게 되는데... | |                     |                          |                          |
| 8 | "捌 花魁、カフェを守る! あふれ出る恋心" "여덟 상급 유녀, 카페를 지킨다! 흘러넘치는 연심"              | 2월 25일            | 3월 4일                  | 도라마코리아 (등록 필요) |
| 카페 ‘쿠라’에 쿠라지 슌스케의 아버지인 유키하루가 찾아온다. 토지에서 계속 적자가 나서 카페 ‘쿠라’를 퇴거하라는 말을 전하기 위해서였다. 유키하루는 매상이 두 배 이상이 되면 불만이 없다고 말하며 센카는 카페를 지키기 위해서 매상을 두 배 이상으로 올릴 것이라고 말하는데... | |                     |                          |                          |
| 9 | "玖 花魁争奪! 令和vs江戸 世紀のタイトルマッチ" "아홉 상급 유녀 쟁탈! 레이와vs에도 세기의 타이틀 매치" | 3월 4일             | 3월 11일                 | 도라마코리아 (등록 필요) |
| 쿠라지는 자신이 센카를 좋아한다는 것을 깨닫게 되며 센카에게 고백을 한다. 한편, 쵸베와 히사노는 과거로 돌아가는 방법을 찾게 되고 혜성이 떨어지고 보름달이 떠 있었다는 공통점을 찾게 되고 그들은 10일밖에 남지 않았다는 것을 알게 된다. 이날을 놓치게 되면 에도로 돌아갈 수 없게 되는데... | |                     |                          |                          |
| 10 | "終 花魁、江戸に帰る! 粋すぎる恋の結末" "열 상급 유녀, 에도로 돌아가다! 너무 멋스러운 사랑의 결말"    | 3월 11일            | 3월 18일                 | 도라마코리아 (등록 필요) |
| 센카는 에도로 돌아가기로 결심한다. 슌스케는 센카에게 높은 곳을 보여주기 위해서 스카이트리로 데려간다. 그리고, 타임 슬립 당일이 되고, 쵸베와 센카는 에도로 돌아가게 된다. 에도로 돌아간 센카는 슌스케를 잊지 않기 위해서 슌스케에 대한 추억을 기억해내기 위해서 적어놓는데... | |                     |                          |                          |

### 스핀 오프 드라마
《에도모아젤 ~레이와의 사랑은 반대가 있어~》(江戸モアゼル〜令和の恋はウラがある〜)는 동영상 스트리밍 서비스 Hulu의 오리지널 스토리로 2월 18일에 방영된 7화 방영 종료 후부터 서비스가 된다. 메인 캐스트진으로 본편의 연애 모습을 보완하는 오리지널 스토리가 총 4화에 걸쳐서 전개된다. 

#### 방영 일정
| 화수     | 날짜     |
| -------- | -------- |
| 제7.5화  | 2월 19일 |
| 제8.5화  | 2월 26일 |
| 제9.5화  | 3월 5일  |
| 제10.5화 | 3월 12일 |